# 遲早是最強的鍊金術師？
《遲早是最強的鍊金術師？》（日语：いずれ最強の錬金術師?）是由小狐丸所撰寫的日本輕小說。2017年8月6日開始在AlphaPolis電網浮游都市連載，曾獲得該網站主辦的「第十屆奇幻小說大賞」讀者獎。
2018年2月起經AlphaPolis發行實體書，人米擔綱插圖。改編漫畫由佐坂真太郎擔任作畫，同年8月起亦於《AlphaPolis電網浮游都市》開始連載。。改編漫畫在2024「BookLive!讀者票選」的「讀者票選推薦最佳100部異世界漫畫」的排行榜中，位居少年漫畫·青年漫畫的第47名。
2024年5月9日，宣佈將改編為電視動畫，由Studio Comet擔任動畫製作，2025年1月開始播放。

## 登場人物

### 主要角色
巧・入間（聲：坂田將吾）
本作的主角。被捲入「希德尼亞神皇國」發動的異世界召喚魔法時，被企圖干涉異世界召喚的女神諾綸不小心打死。其後從女神諾綸獲得祝福作為賠罪禮，並在「希德尼亞神皇國」發動異世界召喚的三年前﹙動畫版則是一年前﹚重生。
索菲雅·希魯菲特（聲：茅野愛衣）
性格端莊的精靈女子，精靈國家尤古魯王國出身的女戰士。五十年前在與托利亞利亞王國的戰爭中被俘，並以"戰爭奴隸"的身分被賣到一個貿易站，但由於戰爭留下的殘疾，以及魔法遭到詛咒封印等原因，而遲遲無法與人簽訂契約，便一直住在那裡，直到與巧相遇。後來與巧結婚成為其第一夫人。
瑪莉亞（聲：東山奈央）
一個美麗的女孩，個性開朗。幼時遭到盜賊綁架，而成為"非法奴隸"。她負責照顧索菲亞，擅長所有家務事。有時會表現出略顯孩子氣的一面。
小時候曾用了七天時間把慕蘭飼養的魔馬修梅特林馴服。後來與巧結婚成為其第二夫人。
楓（聲：土師亞文）
巧在森林裡遇見並馴服的雌性蜘蛛魔物。個性活潑，喜歡惡作劇。巧米因其背面的圖案看起來像楓葉而得名。擁有各種技能，包括可以創造絲線的「蜘蛛絲生成」。後來進化成阿拉克涅的型態。
瑪妮（聲：小泉萌香）
兔人族的女性。所居住的拓荒村因暴虐的貴族而被廢棄，以難民的身分來到博爾頓領地。她的丈夫因病去世。後來與巧結婚成為其第三夫人。
雷瓦（聲：稗田寧寧）
狐人族的少女。擁有獸人中罕見的魔法天賦，對煉金術等生產性工作很感興趣。
泰坦（聲：越後屋コースケ）
巧馴服的魔像，起初為石頭軀體，自從被巧馴服後，接受改造，賦予了合金骨骼、秘銀鎧甲及語言能力，另外附加巨大軀殼。武器附加釘頭槌和盾牌。
三鄉茜（聲：七瀨彩夏）
被「希德尼亞神皇國」強行召喚到異世界的三名日本人之中唯一的女性，被女神諾綸賦予能識破謊言的祝福「天啟」，也因此緣故使她對希德尼亞神皇國百般不信任。後與露露一同脫離「希德尼亞神皇國」。
露露（聲：緒方佑奈）
原「希德尼亞神皇國」奴隸，被指派去服侍三鄉茜，後來在巧的幫助下解除奴隸身份且和茜一同脫離「希德尼亞神皇國」，目前和三鄉茜一同在巴奇拉王國同居。

### 巧的孩子們
埃托耶
巧與索菲雅的女兒。
春香
巧與瑪莉亞的女兒。
芙蘿拉
巧與瑪妮的女兒。

### 巴奇拉王國
本作的主要舞台，巧重生的地點，是願意接納不同信仰的世俗國家，因此國內願意接納創世教的信徒，同時國內信奉創世教的國民也相當廣泛。起初該國和其他國家一樣仰賴神光教高額的污水淨化，但隨著巧研發的魔道具在國內普及後，不再依賴神光教的污水淨化。由於巧的魔道具在國內普及導致引起希德尼亞神皇國的關注，同時對方企圖要求該國將巧交給希德尼亞神皇國，但由於國王羅伯斯拒絕希德尼亞神皇國的要求，導致現今神光教已完全撤出該國。雖然國內仍保留奴隸制，但該國對奴隸相當寬待，首先是奴隸主必須保障奴隸的一般權利及衣食住行，同時奴隸和奴隸主雙方彼此禁止有造成攸關彼此性命的傷害，同時也禁止強制契約外的行為，同時奴隸也禁止透漏與主人相關的任何情報，且奴隸主也不准將奴隸帶出國外。
羅伯斯·巴奇拉（聲：野川雅史）
巴奇拉王國的國王。

#### 博爾頓鎮
戈德文·馮·博爾頓（聲：寺杣昌紀）
博爾頓鎮的統治者，爵位為邊境伯爵，對於巧製作的魔道具解決領地內衛生問題再加上其解決領地魔物問題表示感謝。
帕佩克（聲：飛田展男）
大型商會「帕佩克商會」的老闆，對工作極為熱情，有時在做生意時會忘記周圍的環境。
慕蘭（聲：井上喜久子）
「慕蘭奴隸商會」的老闆。是帕佩克的老朋友。
修梅特林
慕蘭飼養的雄性魔馬，被稱為「奴隸商會的黑色鬼神」。現時寄養在「帕佩克商會」的馬棚中。單憑從眼中釋出的魔力足以降服粗暴的犯罪奴隸。只會親近主人慕蘭、「帕佩克商會」的老闆帕佩克、以及用了七天時間降服自己的瑪莉亞。

#### 冒險者公會
巴拉克（聲：齋藤志郎）
冒險者公會的會長。
漢斯（聲：澤城千春）
冒險者公會的接待員。

### 希德尼亞神皇國
本作的敵對國，信奉神光教，信仰女神亞娜托，同時宣稱異種族為亞娜托送給人類的附屬品，並推崇人類至上的理念，並且視創世教及其他宗教為異端 (實際上神光教是希德尼亞神皇國為了政治利益捏造出來的宗教)。該國管制各地的淨化魔法和光魔法，同時也掌控各地的污水淨化，且以此為收入來源，並要求各國繳納巨額的回饋，認為在他們管理外的地方使用淨化魔法和光魔法是「不可原諒的行為」，另外該國藐視神祇命令使用禁忌的異世界召喚魔法。該國旗下設有隱密部隊「神威部隊」，負責剷除不符合神光教教義的人。
伊莉莎白（聲：天野由梨）
「希德尼亞神皇國」的第一公主，使用被神祇明令禁止的異世界召喚魔法把茜一行人從日本召喚到異世界的主謀。也是派遣刺客企圖暗殺巧的幕後黑手。個性陰險而且謊話連篇。
神宮寺明（聲：岡本信彥）
被「希德尼亞神皇國」強行召喚到異世界的三名勇者之一。
大河大和（聲：角田雄二郎）
被「希德尼亞神皇國」強行召喚到異世界的三名勇者之一。

### 其他
女神諾綸（聲：雨宮天）
創世教信奉的神。十分痛恨使用明令禁止異世界召喚魔法的「希德尼亞神皇國」，因此在巧被捲入異世界召喚時加以干涉，卻在阻止異世界召喚時不小心打死了巧。為了賠罪除了給予巧祝福外，還特意讓巧在「希德尼亞神皇國」發動異世界召喚的三年前﹙動畫版則是一年前﹚重生。此外也把能識別謊言的祝福「天啟」給予被捲入異世界召喚的三鄉茜。
但丁
索菲雅的父親、埃托耶的外祖父。

## 出版書籍

### 輕小說
| 冊數 | AlphaPolis     | AlphaPolis             |
| 冊數 | 發售日期       | ISBN                   |
| ---- | -------------- | ---------------------- |
| 1    | 2018年2月28日  | ISBN 978-4-434-24342-4 |
| 2    | 2018年4月30日  | ISBN 978-4-434-24576-3 |
| 3    | 2018年9月30日  | ISBN 978-4-434-25200-6 |
| 4    | 2019年1月31日  | ISBN 978-4-434-25594-6 |
| 5    | 2019年6月30日  | ISBN 978-4-434-26124-4 |
| 6    | 2019年10月31日 | ISBN 978-4-434-26664-5 |
| 7    | 2020年3月31日  | ISBN 978-4-434-27239-4 |
| 8    | 2020年11月30日 | ISBN 978-4-434-28128-0 |
| 9    | 2021年5月31日  | ISBN 978-4-434-28892-0 |
| 10   | 2021年8月31日  | ISBN 978-4-434-29267-5 |
| 11   | 2021年12月31日 | ISBN 978-4-434-29728-1 |
| 12   | 2022年5月31日  | ISBN 978-4-434-30331-9 |
| 13   | 2022年9月30日  | ISBN 978-4-434-30875-8 |
| 14   | 2023年1月31日  | ISBN 978-4-434-31501-5 |
| 15   | 2023年10月31日 | ISBN 978-4-434-32816-9 |
| 16   | 2024年5月31日  | ISBN 978-4-434-33918-9 |

### 漫畫
| 冊數 | AlphaPolis     | AlphaPolis             |
| 冊數 | 發售日期       | ISBN                   |
| ---- | -------------- | ---------------------- |
| 1    | 2019年3月31日  | ISBN 978-4-434-25609-7 |
| 2    | 2020年2月29日  | ISBN 978-4-434-27000-0 |
| 3    | 2020年12月31日 | ISBN 978-4-434-28252-2 |
| 4    | 2021年9月30日  | ISBN 978-4-434-29407-5 |
| 5    | 2022年8月31日  | ISBN 978-4-434-30758-4 |
| 6    | 2023年7月31日  | ISBN 978-4-434-32319-5 |
| 7    | 2024年5月31日  | ISBN 978-4-434-33910-3 |
| 8    | 2024年12月18日 | ISBN 978-4-434-34999-7 |

## 電視動畫

### 製作人員
- 原作：小狐丸
- 原作漫畫：佐坂真太郎（作畫）
- 導演：葛谷直行
- 系列構成、剧本：廣田光毅
- 角色設計：姊崎早也花
- 音樂：中村博
- 動畫製作：Studio Comet

### 主題曲
片頭曲TREASURE！
主唱：DIALOGUE+，作詞：，作曲、編曲：Akki。
片尾曲トゥインクル・デイズ
主唱：harmoe，作詞：，作曲、編曲：岸田勇氣。

### 各話列表
| 話數     | 標題             | 分鏡                       | 演出                         | 作畫監督                                                                             | 總作畫監督                   | 首播日期      |
| -------- | ---------------- | -------------------------- | ---------------------------- | ------------------------------------------------------------------------------------ | ---------------------------- | ------------- |
| 第一話   | 受池魚之殃被召喚 | 葛谷直行                   | 鈴木恭兵                     | 鈴木光、飯田清貴、時矢義則、高野友稀、渡邊真紗子                                     | 野本正希、姉崎早也花         | 2025年 1月8日 |
| 第二話   | 前往新天地       | 葛谷直行                   | 新井將生                     | 原田峰文、手島典子                                                                   | 鈴木光                       | 1月15日       |
| 第三話   | 契約與誓言       | 葛谷直行                   | 前園文夫                     | 、                                                                                   | 野本正幸、鈴木光             | 1月22日       |
| 第四話   | 巧小隊初次上陣！ | 葛谷直行                   | 黑田晃一郎                   | YUKI、無錫木木欣動畫有限公司、無錫旭陽動畫製作有限公司、無錫亮度塗鴉文化傳媒有限公司 | 鈴木光                       | 1月29日       |
| 第五話   | 希德尼亞的陰影   | 葛谷直行                   | 湖山禎崇                     | Min Hyeonsuk、An Minmi、O Seunghun、I Seunghui                                       | 姉崎早也花、野本正幸         | 2月5日        |
| 第六話   | 龍馬出現         | 葛谷直行                   | 三尻克成                     | 辻浩樹、萩原省治、清水拓磨、佐藤美音子                                               | 鈴木光                       | 2月12日       |
| 第七話   | 王都的狐耳少女   | 鈴木恭兵                   | 鈴木恭兵                     | 、                                                                                   | 姉崎早也花                   | 2月17日       |
| 第八話   | 來決定隊名吧     | 吉川浩司、竹内光、葛谷直行 | 前園文夫                     | 加藤壯、趙小川、陳玲玲、姜海華、貓先森、狼嚎、雷神制銅、地球大爆炸、Studio Elle      | 鈴木光                       | 2月24日       |
| 第九話   | 決心             | 葛谷直行                   | 渡邊正彦                     | 飯田清貴、渡邊真紗子、時矢義則、趙小川、陳玲玲、姜海華                               | 野本正幸、姉崎早也花         | 3月5日        |
| 第十話   | 巧・挑戰拓荒     | 葛谷直行                   | 江上雅之                     | 興村忠美、菊地功一、丸山楓                                                           | 鈴木光                       | 3月12日       |
| 第十一話 | 波瀾的預兆       | 葛谷直行                   | 布施康之                     | Lee Seongjae、Kim Suho、Na Yumin、Min HyunSuk、O SeungHun、Jo MiJung                 | 野本正幸                     | 3月19日       |
| 第十二話 | 考驗羈絆的時刻   | 葛谷直行                   | 深谷由里香、宇根信也、葛谷直行 | 飯田清貴、時矢義則、加藤壯、Min HunSuk、Jo MiJung、Kim Jung、O SeungHun              | 野本正幸、鈴木光、姉崎早也花 | 3月26日       |

### 播映平台
| 播放日期             | 播放時間（UTC+9）   | 播放電視台 | 播放地區 | 備註  |
| -------------------- | ------------------- | ---------- | -------- | ----- |
| 2025年1月8日—3月26日 | 星期三 22:00－22:30 | Tokyo MX   | 東京都   |       |
| 2025年1月9日—3月27日 | 星期四 00:00－0:30  | BS日本     | 日本全域 | [ b ] |
| 2025年1月14日—4月1日 | 星期二 3:00－3:30   | AT-X       | 日本全域 | [ c ] |

### BD / DVD
| 卷數 | 發售日期      | 收錄話數      | 規格編號  | 規格編號  |
| 卷數 | 發售日期      | 收錄話數      | BD        | DVD       |
| ---- | ------------- | ------------- | --------- | --------- |
| BOX  | 2025年5月30日 | 第1話－第12話 | KWXA-3222 | KWBA-3223 |

## 外部連結
- 官方特設網站(アルファポリス)（日語）
- 小說官方網站(アルファポリス)（日語）
- 動畫官方網站（日語）
- 電視動畫的X（前Twitter）（日語）